# Naguanagua (Venezuela)
Pour les articles homonymes, voir Naguanagua.
Naguanagua est une ville de l'État de Carabobo au Venezuela, capitale de la paroisse civile de Naguanagua et chef-lieu de la municipalité de Naguanagua. Fondée le 14 mai 1782, la ville fait partie de l'aire urbaine de Valencia.